# Sauroposeidon proteles
Sauroposeidon (il cui nome significa "lucertola dio dei terremoti", dal nome del dio greco Poseidone) è un genere estinto di dinosauro sauropode vissuto nel Cretaceo inferiore, circa 112 milioni di anni fa (Aptiano-Albiano), noto da diversi esemplari incompleti tra cui un letto d'ossa e delle piste di impronte fossili ritrovati in Oklahoma, Wyoming e Texas, negli Stati Uniti. Il periodo a cui risalgono i fossili di Sauroposeidon combaciano con un periodo del Mesozoico in cui la biodiversità dei sauropodi in Nord America era notevolmente diminuita. Il Sauroposeidon fu l'ultimo sauropode nordamericano noto prima dell'assenza del gruppo sul continente per circa 40 milioni di anni, che si concluse poi con la comparsa dell'Alamosaurus durante il Maastrichtiano.
I resti olotipici sono stati inizialmente scoperti nel 1994, ma a causa dell'inaspettato periodo a cui risalivano e alle inusuali dimensioni, questi resti erano stati inizialmente classificati erroneamente come grossi pezzi di legno pietrificato. Un'analisi più dettagliata nel 1999 ha rivelato la loro vera natura, il che ha comportato un po' frenesia nei media, e la pubblicazione di una descrizione formale l'anno successivo.
L'analisi paleoecologica indica che il Sauroposeidon viveva sulle rive del Golfo del Messico, lungo i delta dei fiumi. Estrapolazioni basate sul ben più completo e conosciuto Brachiosaurus, indicano che la testa del Sauroposeidon poteva raggiungere i 18 metri (59 piedi) d'altezza con il collo esteso, il che lo renderebbe il più alto dinosauro noto. Con una lunghezza stimata fino a 34 metri (112 piedi) e una massa di 50-60 tonnellate, il Sauroposeidon si colloca tra i lunghi e pesanti dinosauri noti. Tuttavia, l'animale potrebbe non essere così strettamente imparentato con Brachiosaurus come si pensava, quindi queste stime potrebbero essere imprecise. Infatti, sebbene inizialmente l'animale venisse descritto come un brachiosauride strettamente imparentato con Brachiosaurus e Giraffatitan, la scoperta di resti supplementari nella Formazione Cloverly del Wyoming, suggerì che il Sauroposeidon fosse in realtà più strettamente imparentato con i titanosauri, del gruppo dei Somphospondyli. Le analisi di questi resti e il confronto con altri fossili provenienti dal Texas sostengono questa conclusione, e hanno dimostrato che anche i sauropodi della Formazione Twin Mountains, che sono conosciuti in modo più completo (compreso un cranio parziale e delle piste di orme fossili), precedentemente noti come Paluxysaurus jonesi,appartenevano in realtà a Sauroposeidon.

## Descrizione
(Richard Cifelli, lo scopritore di Sauroposeidon)

Dimensioni di Sauroposeidon, come brachiosauride. Ogni segmento della griglia rappresenta un metro quadro

Il comunicato stampa del 1999 ha subito attirato l'attenzione dei media internazionali, che ha portato a molte (imprecise) notizie sul "più grande dinosauro mai scoperto!". Anche se è vero che il Sauroposeidon è probabilmente il dinosauro più alto noto, non è né il più lungo, né il più massiccio. L'Argentinosaurus è un candidato migliore per il titolo di "dinosauro più grande del mondo" (presumendo di ignorare, com'è convenzione, l'Amphicoelias), anche se l'assenza di prove fossili decisive rende impossibile una precisa classifica.
Il campione originale di Sauroposeidon era composto da quattro vertebre articolate, che rappresentavano vertebre cervicali centrali (numeri da 5 a 8), provviste di costole cervicali. Le vertebre sono estremamente allungate, con la più grande avente una lunghezza di 1,4 metri (4,6 piedi), il che renderebbe il collo del Sauroposeidon il più lungo mai registrato. L'esame delle ossa ha rivelato che la struttura interna delle ossa era a nido d'ape con celle d'aria molto piccole, e le pareti erano molto sottili, come le ossa di un pollo o di uno struzzo, rendendo il collo più leggero e facile da sollevare. Le costole cervicali erano notevolmente lunghe, con la più lunga nervatura misurabile (nella vertebra 6) lunga ben 3,42 metri (11,2 ft) - circa il 18% più lunghe della nervatura riportata in Giraffatitan, ma superata in lunghezza dalle nervature cervicali di Mamenchisaurus.
Le stime sulle dimensioni del Sauroposeidon si basano su un confronto tra le quattro vertebre cervicali di Sauroposeidon e le vertebre del campione HM SII di Giraffatitan, che si trova nel Museo Humboldt di Berlino. Il campione HM SII rappresenta il più completo campione di brachiosauride noto, sebbene sia composto da pezzi di diversi individui su proporzioni che possono non essere completamente corrette. I paragoni con altri parenti del Sauroposeidon sono difficili da determinare a causa dei resti limitati. La lunghezza del collo di Sauroposeidon è stimata in 11,25-12 metri (37-39 piedi), rispetto alla lunghezza di 9 metri (30 piedi) per il campione HM SII di Giraffatitan. Questo si basa sul presupposto che il resto del collo del Sauroposeidon abbia le stesse proporzioni di quello del Giraffatitan, che è ragionevolmente ben congetturato.
Il Sauroposeidon era probabilmente in grado di alzare la testa a circa 17-18 metri (56-59 piedi) dal suolo, ossia quanto un edificio di sei piani. In confronto, il Giraffatitan poteva probabilmente alzare la testa a circa 13,5 metri (44 piedi) da terra. All'altezza delle spalle, invece, il Sauroposeidon aveva un'altezza di circa 6-7 metri (20-23 piedi) sulla base di un'interpretazione dell'animale come un brachiosauride. Le stime sulla lunghezza totale dell'animale variano invece da 28 metri (92 piedi) a 34 metri (112 piedi).
La massa del Sauroposeidon è stimata in 50-60 tonnellate (55-66 tonnellate corte). Mentre le vertebre del Sauroposeidon sono del 25-33% superiori a quelle del Giraffatitan, sono solo il 10-15% più grandi di diametro. Ciò significa che mentre il Sauroposeidon aveva un corpo più grande di Giraffatitan, il suo corpo è più piccolo rispetto alle dimensioni del collo, quindi non pesava tanto quanto un Giraffatitan. In confronto, il Giraffatitan poteva pesare fino a 36-40 tonnellate (40-44 tonnellate corte). Queste stime del Giraffatitan sono una media di diverse metodologie differenti. Tuttavia, il Sauroposeidon ha un collo più gracile rispetto a quello del Giraffatitan. Se il resto del corpo risulta essere altrettanto esile, la massa stimata potrebbe essere troppo alta. Ciò è simile alla relazione presente tra il robusto, ma relativamente più corto Apatosaurus e il più lungo, ma più snello e leggero Diplodocus. Inoltre, è possibile che i sauropodi possano aver avuto un sistema di sacche d'aria, come quello degli uccelli, che ridurrebbe notevolmente la massa dei sauropodi del 20% o più.

## Storia della scoperta

I fossili di Sauroposeidon sono stati ritrovati a Atoka County, nel sudest dell'Oklahoma

I primi fossili classificati come Sauroposeidon erano quattro vertebre cervicali scoperte nelle zone rurali dell'Oklahoma, non lontano dal confine con il Texas, in un affioramento calcareo che risale al Cretaceo inferiore, circa 110 milioni di anni fa (Aptiano-Albiano). Queste vertebre sono state scoperte nel maggio del 1994, nella Formazione Antlers ad Atoka County, Oklahoma, da un addestratore di cani di nome Bobby Cross e in seguito analizzate dal Dr. Richard Cifelli e da una squadra dell'Oklahoma Museum of Natural History, tra maggio e agosto del 1994. Inizialmente i fossili risultavano troppo grandi per appartenere ad un animale, e per lo stato di conservazione, si ritenne quindi che fossero tronchi d'albero fossili. In realtà, questi fossili rappresentavano le ossa più lunghe mai ritrovate in un dinosauro. Le vertebre vennero conservate fino al 1999, quando il dottor Cifelli le consegnò ad uno studente laureato, Matt Wedel, per analizzarle come parte di un progetto di studio. Solo allora i due ricercatori si resero conto della reale importanza del fossile, comunicandolo alla stampa nel mese di ottobre del 1999, seguita dalla pubblicazione ufficiale dei loro risultati nel Journal of Vertebrate Paleontology, nel marzo del 2000. La nuova specie è stata nominata S. proteles, e l'olotipo è OMNH 53062.
Il nome generico, Sauroposeidon, deriva dal greco antico σαύρος/saurus ossia "lucertola" e da Poseidone (Ποσειδών), il dio del mare della mitologia greca, che era spesso associato ai terremoti, con sfaccettature stilistiche come Ennosigaios o Enosikhthōn, ossia "Scuotitore di terra", il che è un riferimento al peso dell'animale tale da far tremare la terra quando camminava.
Il nome specifico, proteles, deriva anch'esso dal greco antico πρωτέλης e significa letteralmente "perfetto prima della fine", con riferimento al fatto che il Sauroposeidon è stato l'ultimo e più specializzato sauropode gigante conosciuto in Nord America, durante il Cretaceo inferiore. Nel 2012, numerosi altri resti di sauropodi, conosciuti fino ad allora come generi a sé stanti, sono stati riclassificati e sinonimizzati nel genere Sauroposeidon. Le ossa e le piste di impronte di sauropodi erano da tempo note dal fiume Paluxy, del Texas, e di solito assegnate al genere Pleurocoelus, che comprendeva tra l'altro alcuni scheletri parziali (in particolare dalla Formazione Glen Rose, posta al di sopra della Formazione Twin Mountains). Nella metà degli anni '80, gli studenti dell'Università del Texas a Austin hanno scoperto un letto d'ossa in un ranch nella Contea di Hood, ma i primi lavori si fermarono nel 1987. La cava è stata riaperta solo nel 1993 ad opera di un gruppo di lavoro della Southern Methodist University, del Fort Worth Museum of Science and History, e della Tarleton State University. Tutte le ossa di sauropode scoperte all'interno del letto d'ossa sembrano provenire dallo stesso genere di sauropode. Dal sito sono stati anche estratti veri tronchi pietrificati. Il sito è di origine fluviale in quanto le sue rocce si sono depositate, grazie alla sabbia e ai fanghi di un canale fluviale, con concrezioni di calcite e arenaria, contenente i fossili. A seguito di scavo e di una preparazione della maggior parte dei fossili dal sito, la specie di sauropode del sito fu battezzata Paluxysaurus jonesi.

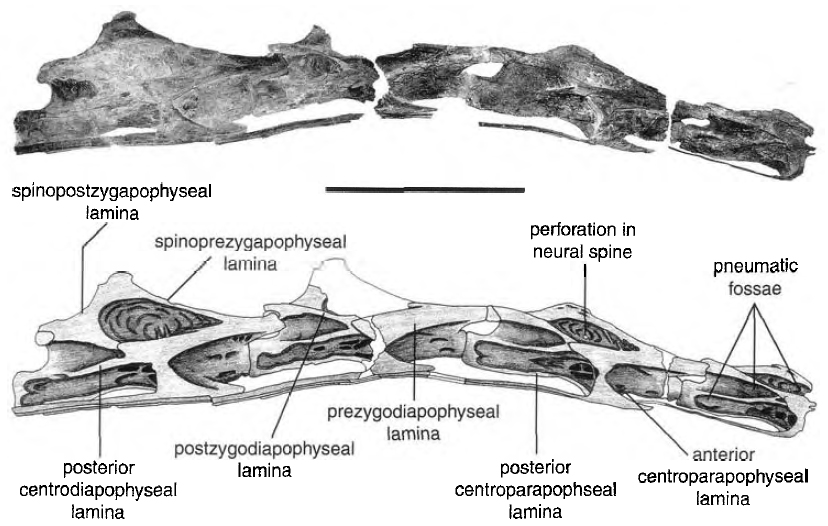
Vertebre cervicali di Sauroposeidon

Il genere Paluxysaurus si basa sul campione FWMSH 93B-10-18, che comprende un cranio parziale, una mascella sinistra, il muso e alcuni denti. Le altre ossa della cava includono un collo parziale di sette vertebre, tredici vertebre dorsali e trenta vertebre della coda, e buona parte delle ossa degli arti con cintura scapolare, tranne alcune ossa della mano e del piede. Il genere si differenziava dagli altri sauropodi per alcuni dettagli vertebrali, con varie differenze morfologiche nelle altre ossa rispetto ad altri sauropodi del Cretaceo inferiore del Nord America. Il genere si limita ai fossili del letto d'ossa; per esempio, lo scheletro parziale ritrovato a Wise County e noto come Pleurocoelus sp. (SMU 61732) non è contemplato come Paluxysaurus, ma rappresenta l'olotipo di Astrophocaudia slaughteri (D'Emic, 2012), un altro sauropode somphospondylo. Ci sono solo alcune differenze tra i resti di P. sp. e Paluxysaurus, ma non possono essere distinti con sicurezza. Nel 2012, da una ri-analisi di questi campioni, alla luce di ulteriori scoperte sull'anatomia di Sauroposeidon, i paleontologi D'Emic e Foreman hanno concluso che il Paluxysaurus era un esemplare di Sauroposeidon, e quindi un sinonimo junior di Sauroposeidon.

## Paleoecologia
(Matt Wedel, il descrittore di Sauroposeidon)

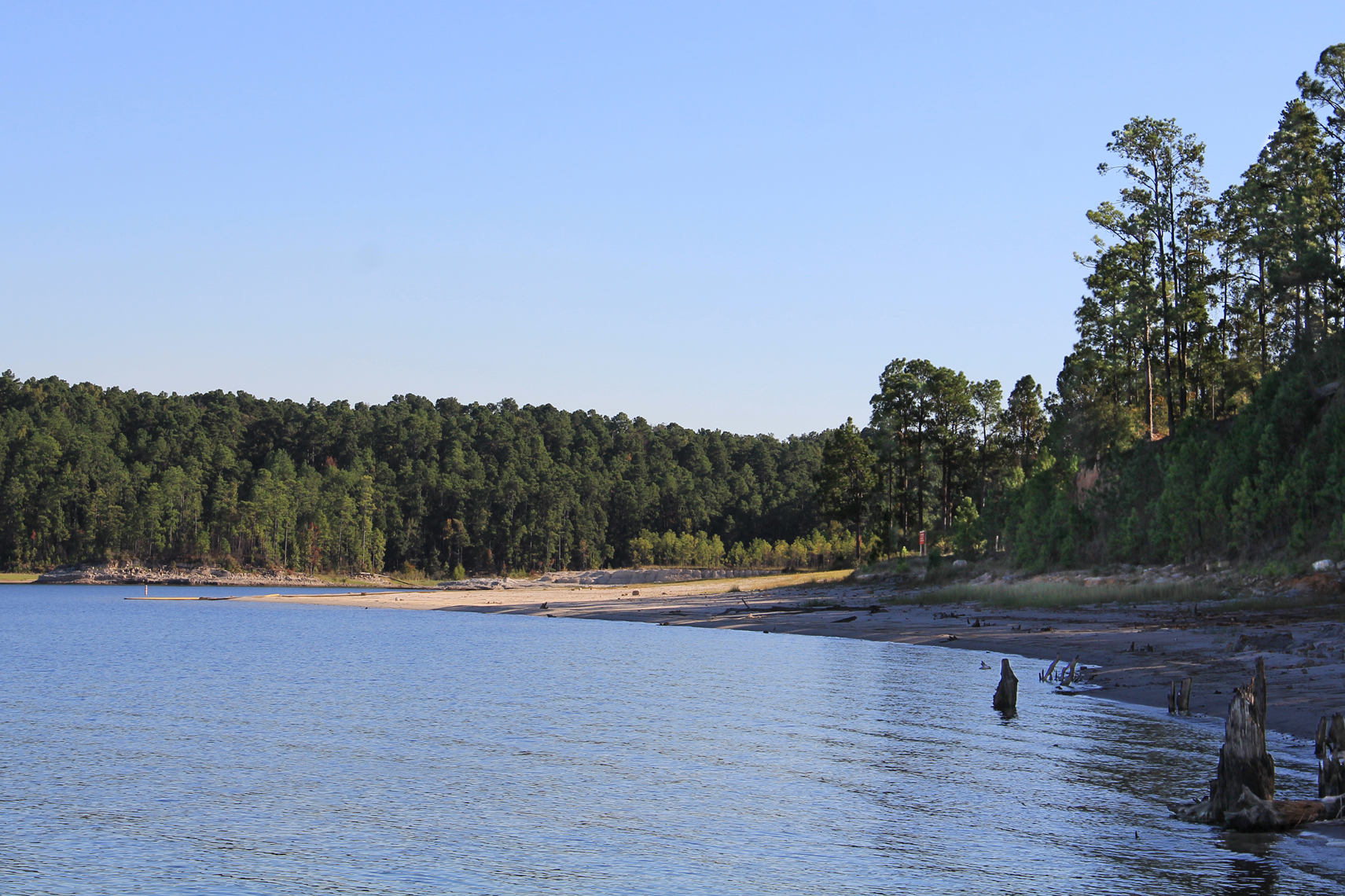
L'habitat del Sauroposeidon comprendeva, vaste foreste di conifere e grandi laghi, in un ambiente molto simile a quello della moderna Louisiana.

I sauropodi, famiglia che include i più grandi animali terrestri di tutti i tempi, erano un gruppo molto ampio e di successo. Comparsi solo nel Giurassico inferiore, si espansero poi rapidamente in tutto il mondo. La fine del Giurassico, in Nord America e in Africa, ha visto prevalere i diplodocidae e i brachiosauridi e, entro la fine del Cretaceo superiore, i titanosauri erano i più diffusi al mondo (anche se solo nell'emisfero meridionale). Tra questi due periodi, nel Cretacico inferiore, i reperti fossili di sauropodi sono estremamente scarsi se non assenti. Sono stati ritrovati ben pochi esemplari in Nord America risalenti a quel periodo e tali esemplari sono spesso frammentari o rappresentano esemplari giovani della loro specie. La maggior parte dei sauropodi sopravvissuti ridimensionò le proprie dimensioni a soli 15 metri (49 piedi) di lunghezza e forse 10-15 tonnellate (11-17 tonnellate corte) di peso, il che rende la scoperta di un sauropode gigante estremamente specializzato come Sauroposeidon molto insolita.

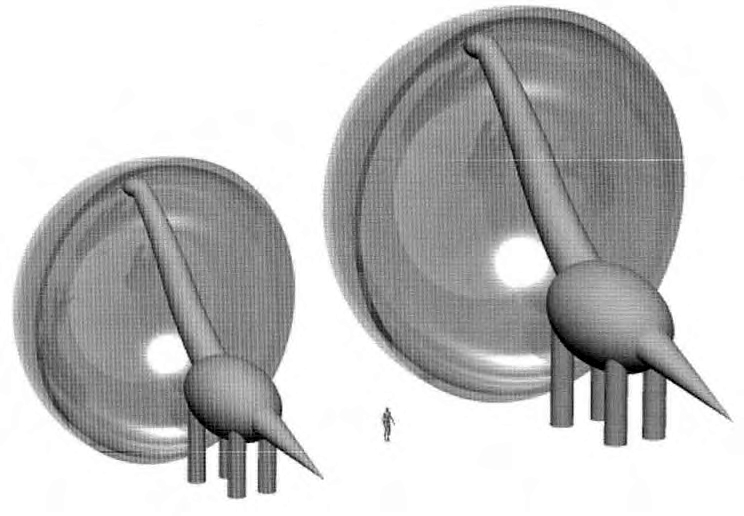
L'intervallo di alimentazione di Brachiosaurus e Sauroposeidon a confronto

Il Sauroposeidon viveva sulle rive del Golfo del Messico, che all'epoca attraversava l'Oklahoma, in un vasto delta fluviale simile al moderno delta del Mississippi. Questo paleoambiente, conservato nella Formazione Antlers, si estende anche dal sud-ovest dell'Arkansas attraverso il sud-est dell'Oklahoma e nel nord-est del Texas. Questa formazione geologica non è stata datata radiometricamente. Gli scienziati hanno utilizzato i dati biostratigrafici e il fatto che la formazione condividesse gli stessi animali presenti nel Trinity Group del Texas, supponendo quindi che questa formazione si sia depositata durante l'Albiano, nel Cretaceo inferiore, circa 110 milioni di anni fa. L'area conservata in questa formazione era composta da una grande pianura alluvionale che si scaricava in un mare interno poco profondo. Diversi milioni di anni più tardi, questo mare si sarebbe espanso a nord, diventando il Mare interno occidentale e dividendo il Nord America in due per quasi tutto il Cretaceo superiore. Il paleoambiente del Sauroposeidon era costituito da foreste tropicali o sub-tropicali, delta di fiumi, paludi costiere, bayou e lagune, probabilmente simile a quella della moderna Louisiana. In questi territori c'erano ben pochi predatori in grado di cacciare un Sauroposeiodon adulto, ma i giovani erano invece vulnerabili agli attacchi dei predatori. Il superpredatore di questo ambiente era il carcharodontosauride Acrocanthosaurus, e il piccolo dromeosauro Deinonychus, che avrebbe potuto predare i piccoli Sauroposeidon e i loro nidi. Il Sauroposeidon condivideva anche il suo paleoambiente con altri dinosauri, come il sauropode Astrodon e il dinosauro più comune di questa regione, l'ornithopode Tenontosaurus. Altri vertebrati presenti durante questo periodo includono l'anfibio Albanerpeton, i rettili Atokasaurus e Ptilotodon, il rettile crurotarso Bernissartia, i pesci cartilaginei Hybodus buderi e Lissodus anitae, gli actinopterygii Gyronchus dumblei, i coccodrilli Goniopholis e Paluxysuchus e la tartarughe Glyptops e Naomichelys. Alcuni resti frammentari renderebbero possibile la presenza di uccelli indeterminati, nella Formazione Antlers. Le prove fossili suggeriscono che il lepisosteide Lepisosteus fosse il vertebrato più comune della regione. I primi mammiferi conosciuti da questa regione includono l'Atokatherium e il Paracimexomys.

## Nella cultura di massa
Il Sauroposeidon, nonostante la sua grande massa e le eccezionali dimensioni, non è un dinosauro molto conosciuto e viene spesso oscurato da sauropodi di maggior successo come Brachiosaurus.
La sua prima apparizione avviene nel documentario Jurassic War, dove viene esageratamente descritto come il più grande animale mai apparso sulla terra. In uno degli episodi il documentario per altro riporta in auge l'idea che il Sauroposeidon avesse un secondo cervello al livello delle anche per aiutarlo a gestire i movimenti della parte posteriore del corpo. Questa ipotesi, proposta per Stegosaurus, è ritenuta ormai obsoleta ed inverosimile da molto tempo, e lo stesso paleontologo Wedel, intervistato nel programma, ha mostrato indignazione per tale ipotesi. Nel documentario inoltre, il modello dell'animale è stato "riciclato" per mostrare l'Alamosaurus, nonostante i due animali avessero una struttura corporea ben diversa.